# Classification APG II
La classification APG II (2003), ou classification phylogénétique, est une classification botanique phylogénétique des angiospermes établie selon les travaux de l'Angiosperm Phylogeny Group.
APG II est la deuxième classification publiée par ce groupe, après la classification APG, la troisième étant la classification phylogénétique APG III (2009).
À la différence de la classification classique -qui s'appuie principalement sur des similarités morphologiques et physiologiques, notamment sexuelles, des êtres vivants-, APG II est construite à la base de deux gènes chloroplastiques et un gène nucléaire de ribosome, mais ces données sont complétées dans quelques cas par d'autres données[réf. nécessaire].

APGII

Les groupes principaux établis par cette classification sont les clades monophylétiques suivants, qui n'ont pas été remis en cause par APG III :
- Angiospermes :
Magnoliidées
Monocotylédones
Commelinidées
Dicotylédones vraies
Noyau des Dicotylédones vraies
Rosidées
Fabidées
Malvidées
Astéridées
Lamiidées
Campanulidées

## Classification des plantes à fleurs
N.B. Ici, les noms scientifiques des familles présument une date de départ au 4 août 1789 (date de publication du Genera Plantarum de Jussieu). Ce choix ne se conforme pas au Code de Saint Louis (2000), mais vient se conformer au Code de Vienne (2006).
N.B.2 Ici, deux noms sont retenus : (Potamogetonaceae et Cornaceae), en anticipation des propositions pour superconserver ces noms. N'est pas retenu Amaryllidaceae lato sensu (pour la famille qui est appelée ici Alliaceae), étant entendu que Meerow & al. proposent de conserver Amaryllidaceae au-dessus de Alliaceae. Ici, Amaryllidaceae est utilisé seulement stricto sensu.
* = nouvel emplacement pour cette famille (changé depuis la classification
APG);
 = nouvel ordre (changé depuis la classification APG);
§ = nouvelle définition (voir texte de APG II).
Les familles en "[...]" sont des alternatives acceptables et monophylétiques. Elles peuvent être utilisées, optionnellement, au lieu de la définition lato sensu préférée ici.

### groupes s'étant individualisés tôt (anglais: "root groups")
- famille Amborellaceae Pichon (1948)
famille Chloranthaceae R.Br. ex. Sims (1820)
famille Nymphaeaceae Salisb. (1805)
[+ famille Cabombaceae Rich. ex. A.Rich. (1822)]
- ordre Austrobaileyales Takht. ex. Reveal (1992)
famille Austrobaileyaceae (Croizat) Croizat (1943)
famille $Schisandraceae Blume (1830)
[+ famille Illiciaceae A.C.Sm. (1947)]
famille Trimeniaceae L.S.Gibbs (1917)

- ordre Ceratophyllales Bisch. (1839)
famille Ceratophyllaceae Gray (1821)

L'ordre Ceratophyllales est rattaché à la base des dicotylédones vraies, mais n'appartient pas à celles-ci.

### Magnoliidées(anglais "magnoliids")
- ordre Canellales Cronquist (1957)
famille Canellaceae Mart. (1832)
famille Winteraceae R.Br. ex Lindl. (1830)

- ordre Laurales Perleb (1826)
famille Atherospermataceae R.Br. (1814)
famille Calycanthaceae Lindl. (1819)
famille Gomortegaceae Reiche (1896)
famille Hernandiaceae Bercht. & J.Presl (1820)
famille Lauraceae Juss. (1789)
famille Monimiaceae Juss. (1809)
famille Siparunaceae (A.DC.) Schodde 1970

- ordre Magnoliales Bromhead (1838)
famille Annonaceae Juss. (1789)
famille Degeneriaceae I.W.Bailey & A.C.Sm. (1942)
famille Eupomatiaceae Endl. (1841)
famille Himantandraceae Diels (1917)
famille Magnoliaceae Juss. (1789)
famille Myristicaceae R.Br. (1810)

- ordre Piperales Dumort. (1829)
famille Aristolochiaceae Juss. (1789)
famille *Hydnoraceae C.Agardh (1821)
famille Lactoridaceae Engl. (1888)
famille Piperaceae Bercht. & J.Presl (1820)
famille Saururaceae Martinov (1820)

### Monocotylédones(anglais "monocots")
- famille $Petrosaviaceae Hutch. (1934)
- ordre Acorales Reveal (1996)
famille Acoraceae Martinov (1820)
- ordre Alismatales Dumort. (1829)
famille Alismataceae Vent. (1799)
famille Aponogetonaceae J.Agardh (1858)
famille Araceae Juss. (1789)
famille Butomaceae Mirb. (1804)
famille Cymodoceaceae N.Taylor (1909)
famille Hydrocharitaceae Juss. (1789)
famille Juncaginaceae Rich. (1808)
famille Limnocharitaceae Takht. ex Cronquist (1981)
famille Posidoniaceae Hutch. (1934)
famille Potamogetonaceae Rchb. (1828)
famille Ruppiaceae Horan. (1834)
famille Scheuchzeriaceae F.Rudolphi (1830)
famille Tofieldiaceae Takht. (1995)
famille Zosteraceae Dumort. (1829)
- ordre Asparagales Bromhead (1838)
famille $Alliaceae Batsch ex. Borkh. (1797)
[+ famille Agapanthaceae F.Voigt (1850)]
[+ famille Amaryllidaceae J.St.-Hil. (1805)]
famille $Asparagaceae Juss. (1789)
[+ famille Agavaceae Dumort. (1829)]
[+ famille Aphyllanthaceae Burnett (1835)]
[+ famille Hesperocallidaceae Traub (1972)]
[+ famille Hyacinthaceae Batsch ex. Borkh. (1797)]
[+ famille Laxmanniaceae Bubani (1901)]
[+ famille Ruscaceae Spreng. (1826)]
[+ famille Themidaceae Salisb. (1866)]
famille Asteliaceae Dumort. (1829)
famille Blandfordiaceae R.Dahlgren & Clifford (1985)
famille Boryaceae (Baker) M.W.Chase, Rudall & Conran (1997)
famille Doryanthaceae R.Dahlgren & Clifford (1985)
famille Hypoxidaceae R.Br. (1814)
famille Iridaceae Juss. (1789)
famille Ixioliriaceae Nakai (1943)
famille Lanariaceae H.Huber ex R.Dahlgren & A.E. van Wyk (1988)
famille Orchidaceae Juss. (1789)
famille Tecophilaeaceae Leyb. (1862)
famille $Xanthorrhoeaceae Dumort. (1829)
[+ famille Asphodelaceae Juss. (1789)]
[+ famille Hemerocallidaceae R.Br. (1810)]
famille Xeronemataceae M.W.Chase, Rudall & M.F.Fay (2001)
- ordre Dioscoreales Hook.f. (1873)
famille $Burmanniaceae Blume (1827)
famille $Dioscoreaceae R.Br. (1810)
famille Nartheciaceae Fr. ex Bjurzon (1846)
- ordre Liliales Perleb (1826)
famille Alstroemeriaceae Dumort. (1829)
famille Campynemataceae Dumort. (1829)
famille Colchicaceae DC. (1804), nom.cons.
famille *Corsiaceae Becc. (1878)
famille Liliaceae Juss. (1789)
famille Luzuriagaceae Lotsy (1911)
famille Melanthiaceae Batsch ex Borkh. (1796)
famille Philesiaceae Dumort. (1829)
famille Rhipogonaceae Conran & Clifford (1985)
famille Smilacaceae Vent. (1799)
- ordre Pandanales Lindl. (1833)
famille Cyclanthaceae Poit. ex A.Rich. (1824)
famille Pandanaceae R.Br. (1810)
famille Stemonaceae Caruel (1878)
famille *Triuridaceae Gardner (1843)
famille Velloziaceae Hook. (1827)

#### Commelinidées(anglais "commelinids")
NB: en APG II l'anglais est "commelinids" mais c'était "commelinoids" en APG.
- famille Dasypogonaceae Dumort. (1829)
- ordre Arecales Bromhead (1840)
famille Arecaceae Schultz Sch. (1832)
- ordre Commelinales Dumort. (1829)
famille Commelinaceae Mirb. (1804)
famille Haemodoraceae R.Br. (1810)
famille *Hanguanaceae Airy Shaw (1964)
famille Philydraceae Link (1821)
famille Pontederiaceae Kunth (1816)
- ordre Poales Small (1903)
famille Anarthriaceae D.F.Cutler & Airy Shaw (1965)
famille *Bromeliaceae Juss. (1789)
famille Centrolepidaceae Endl. (1836)
famille Cyperaceae Juss. (1789)
famille Ecdeiocoleaceae D.F.Cutler & Airy Shaw (1965)
famille Eriocaulaceae Martinov (1820)
famille Flagellariaceae Dumort. (1829)
famille Hydatellaceae U.Hamann (1976)
famille Joinvilleaceae Toml. & A.C. Sm. (1970)
famille Juncaceae Juss. (1789)
famille *Mayacaceae Kunth (1842)
famille Poaceae (R.Br.)Barnh.1895
famille *Rapateaceae Dumort. (1829)
famille Restionaceae R.Br. (1810)
famille Sparganiaceae Hanin (1811)
famille $Thurniaceae Engl. (1907)
famille Typhaceae Juss. (1789)
famille $Xyridaceae C.Agardh (1823)
- ordre Zingiberales Griseb. (1854)
famille Cannaceae Juss. (1789)
famille Costaceae Nakai (1941)
famille Heliconiaceae Nakai (1941)
famille Lowiaceae Ridl. (1924)
famille Marantaceae R.Br. (1814)
famille Musaceae Juss. (1789)
famille Strelitziaceae Hutch. (1934)
famille Zingiberaceae Martinov (1820)

### Dicotylédones vraiesou Eudicotylédones (anglais "eudicots")
- famille $Buxaceae Dumort. (1822)
[+ famille Didymelaceae Leandri (1937)]
famille Sabiaceae Blume (1851)
famille Trochodendraceae Eichler (1865)
[+ famille Tetracentraceae A.C.Sm. (1945)]
- order Proteales Dumort. (1829)
famille Nelumbonaceae Bercht. & J.Presl (1820)
famille $Proteaceae Juss. (1789)
[+ famille Platanaceae T.Lestib. (1826)]
- ordre Ranunculales Dumort. (1829)
famille Berberidaceae Juss. (1789)
famille Circaeasteraceae Hutch. (1926)
[+ famille Kingdoniaceae A.S.Foster ex Airy Shaw (1964)]
famille Eupteleaceae K.Wilh. (1910)
famille Lardizabalaceae R.Br. (1821)
famille Menispermaceae Juss. (1789)
famille Papaveraceae Juss. (1789)
[+ famille Fumariaceae Bercht. & J.Presl (1820)]
[+ famille Pteridophyllaceae (Murb.)Nakai ex Reveal & Hoogland (1991)]
famille Ranunculaceae Juss. (1789)

#### Noyau des Dicotylédones vraiesou Eudicotylédones supérieures (anglais "core eudicots")
- famille Aextoxicaceae Engl. & Gilg (1920)
famille Berberidopsidaceae Takht. (1985)
famille Dilleniaceae Salisb. (1807)
- orde Gunnerales Takht. ex Reveal (1992)
famille $Gunneraceae Meisn. (1842)
[+ famille Myrothamnaceae Nied. (1891)]
- ordre Caryophyllales Perleb (1826)
famille Achatocarpaceae Heimerl. (1934)
famille Aizoaceae Martinov (1820)
famille Amaranthaceae Juss. (1789)
famille Ancistrocladaceae Planch. ex Walp. (1851)
famille Asteropeiaceae (Szyszyl.) Takht. ex Reveal & Hoogland (1990)
famille *Barbeuiaceae Nakai (1942)
famille Basellaceae Raf. (1837)
famille Cactaceae Juss. (1789)
famille Caryophyllaceae Juss. (1789)
famille Didiereaceae Radlk. (1896)
famille Dioncophyllaceae Airy Shaw (1952)
famille Droseraceae Salisb. (1808)
famille Drosophyllaceae Chrtek, Slavíková & Studnicka (1989)
famille Frankeniaceae Desv. (1817)
famille *Gisekiaceae Nakai (1942)
famille Halophytaceae A.Soriano (1984)
famille Molluginaceae Bartl. (1825)
famille Nepenthaceae Bercht.& J.Presl (1820)
famille Nyctaginaceae Juss. (1789)
famille Physenaceae Takht. (1985)
famille Phytolaccaceae R.Br. (1818)
famille Plumbaginaceae Juss. (1789)
famille Polygonaceae Juss. (1789)
famille Portulacaceae Juss. (1789)
famille Rhabdodendraceae Prance (1968)
famille Sarcobataceae Behnke (1997)
famille Simmondsiaceae Tiegh. (1899)
famille Stegnospermataceae Nakai (1942)
famille Tamaricaceae Bercht. & J.Presl (1820)
- ordre Santalales Dumort. (1829)
famille Olacaceae R.Br. (1818)
famille Opiliaceae Valeton (1886)
famille Loranthaceae Juss. (1808)
famille Misodendraceae J.Agardh (1858)
famille Santalaceae R.Br. (1810)
- ordre Saxifragales Dumort. (1829)
famille Altingiaceae Horan. (1843)
famille Aphanopetalaceae Doweld (2001)
famille Cercidiphyllaceae Engl. (1907)
famille Crassulaceae J.St.-Hil. (1805)
famille Daphniphyllaceae Müll.-Arg. (1869)
famille Grossulariaceae DC. (1805)
famille $Haloragaceae R.Br. (1814)
[+ famille Penthoraceae Rydb. ex Britt. (1901)]
[+ famille Tetracarpaeaceae Nakai (1943)]
famille Hamamelidaceae R.Br. (1818)
famille $Iteaceae J.Agardh (1858)
[+ famille Pterostemonaceae Small (1905)]
famille Paeoniaceae Raf. (1815)
famille Saxifragaceae Juss. (1789)

#### Rosidées(anglais "rosids")
- famille Aphloiaceae Takht. (1985)
famille *Geissolomataceae Endl. (1841)
famille Ixerbaceae Griseb. (1854)
famille Picramniaceae Fernando & Quinn (1995)
famille *Strasburgeriaceae Soler. (1908)
famille *Vitaceae Juss. (1789)
- ordre Crossosomatales Takht. ex. Reveal (1993)
famille Crossosomataceae Engl. (1897)
famille Stachyuraceae J.Agardh (1858)
famille Staphyleaceae Martinov (1820)
- ordre Geraniales Dumort. (1829)
famille Geraniaceae Juss. (1789)
[+ famille Hypseocharitaceae Wedd. (1861)]
famille Ledocarpaceae Meyen (1834)
famille $Melianthaceae Bercht. & J.Presl (1820)
[+ famille Francoaceae A.Juss. (1832)]
famille Vivianiaceae Klotzsch (1836)
- ordre Myrtales Rchb. (1828)
famille Alzateaceae S.A.Graham (1985)
famille Combretaceae R.Br. (1810)
famille Crypteroniaceae A.DC. (1868)
famille Heteropyxidaceae Engl. & Gilg (1920)
famille Lythraceae J.St.-Hil. (1805)
famille $Melastomataceae Juss. (1789)
[+ famille Memecylaceae DC. (1827)]
famille Myrtaceae Juss. (1789)
famille Oliniaceae Arn. (1839)
famille Onagraceae Juss. (1789)
famille Penaeaceae Sweet ex. Guill. (1828)
famille Psiloxylaceae Croizat (1960)
famille Rhynchocalycaceae L.A.S.Johnson & B.G.Briggs (1985)
famille Vochysiaceae A.St.-Hil. (1820)

##### Fabidéesou Eurosidées I (anglais "eurosids I")
- famille §*Zygophyllaceae R.Br. (1814)
[+ famille Krameriaceae Dumort. (1829)]
famille Huaceae A.Chev. (1947)
- ordre Celastrales Baskerville (1839)
famille $Celastraceae R.Br. (1814)
famille Lepidobotryaceae J.Léonard (1950)
famille Parnassiaceae Martinov (1820)
[+ famille Lepuropetalaceae Nakai (1943)]
- ordre Cucurbitales Dumort. (1829)
famille Anisophylleaceae Ridl. (1922)
famille Begoniaceae Bercht. & J.Presl (1820)
famille Coriariaceae DC. (1824)
famille Corynocarpaceae Engl. (1897)
famille Cucurbitaceae Juss. (1789)
famille Datiscaceae Bercht. & J.Presl (1820)
famille Tetramelaceae Airy Shaw (1964)
- ordre Fabales Bromhead (1838)
famille Fabaceae Lindl. (1836)
famille Polygalaceae Hoffmanns. & Link (1809)
famille Quillajaceae D.Don (1831)
famille Surianaceae Arn. (1834)
- ordre Fagales Engl. (1892)
famille Betulaceae Gray (1821)
famille Casuarinaceae R.Br. (1814)
famille Fagaceae Dumort. (1829)
famille $Juglandaceae DC. ex. Perleb (1818)
[+ famille Rhoipteleaceae Hand.-Mazz. (1932)]
famille Myricaceae A.Rich. ex. Kunth (1817)
famille Nothofagaceae Kuprian (1962)
famille Ticodendraceae Gómez-Laur. & L.D.Gómez (1991)
- ordre Malpighiales Mart. (1835)
famille $Achariaceae Harms (1897)
famille Balanopaceae Benth. & Hook.f. (1880)
famille *Bonnetiaceae (Bartl.) L. Beauv. ex. Nakai (1948)
famille Caryocaraceae Voigt (1845)
famille $Chrysobalanaceae R.Br. (1818)
[+ famille Dichapetalaceae Baill. (1886)]
[+ famille Euphroniaceae Marc.-Berti (1989)]
[+ famille Trigoniaceae Endl. (1841)]
famille $Clusiaceae Lindl. (1836)
famille *Ctenolophonaceae (H.Winkl.) Exell & Mendonça (1951)
famille *Elatinaceae Dumort. (1829)
famille $Euphorbiaceae Juss. (1789)
famille Goupiaceae Miers (1862)
famille Humiriaceae A.Juss. (1829)
famille $Hypericaceae Juss. (1789)
famille Irvingiaceae (Engl.) Exell & Mendonça (1951)
famille *Ixonanthaceae Planch. ex. Miq. (1858)
famille Lacistemataceae Mart. (1826)
famille $Linaceae DC. ex. Perleb (1818)
famille *Lophopyxidaceae (Engl.) H.Pfeiff. (1951)
famille Malpighiaceae Juss. (1789)
famille $Ochnaceae DC. (1811)
[+ famille Medusagynaceae Engl. & Gilg (1924)]
[+ famille Quiinaceae Choisy ex Engl. (1888)]
famille Pandaceae Engl. & Gilg (1912-13)
famille §Passifloraceae Juss. ex Roussel (1806)
[+ famille Malesherbiaceae D.Don (1827)]
[+ famille Turneraceae Kunth ex DC. (1828)]
famille *Peridiscaceae Kuhlm. (1950)
famille $Phyllanthaceae Martinov (1820)
famille $Picrodendraceae Small (1917)
famille*Podostemaceae Rich. ex. C. Agardh (1822)
famille Putranjivaceae Endl. (1841)
famille $Rhizophoraceae Pers. (1807)
[+ famille Erythroxylaceae Kunth (1822)]
famille $Salicaceae Mirb. (1815)
famille Violaceae Batsch (1802)
- ordre Oxalidales Heintze (1927)
famille $Brunelliaceae Engl. (1897)
famille Cephalotaceae Dumort. (1829)
famille Connaraceae R.Br. (1818)
famille Cunoniaceae R.Br. (1814)
famille $Elaeocarpaceae Juss. ex. DC. (1816)
famille Oxalidaceae R.Br. (1818)
- ordre Rosales Perleb (1826)
famille Barbeyaceae Rendle (1916)
famille $Cannabaceae Martinov (1820)
famille Dirachmaceae Hutch. (1959)
famille Elaeagnaceae Juss. (1789)
famille Moraceae Link (1831)
famille Rhamnaceae Juss. (1789)
famille Rosaceae Juss. (1789)
famille Ulmaceae Mirb. (1815)
famille $Urticaceae Juss. (1789)

##### Malvidéesou Eurosidées II (anglais "eurosids II")
- famille Tapisciaceae (Pax) Takht. (1987)
- ordre Brassicales Bromhead (1838)
famille Akaniaceae Stapf (1912)
[+ famille Bretschneideraceae Engl. & Gilg (1924)]
famille Bataceae Perleb. (1838)
famille Brassicaceae Burnett (1835)
famille Caricaceae Dumort. (1829)
famille Emblingiaceae Airy Shaw (1964)
famille Gyrostemonaceae Endl. (1841)
famille Koeberliniaceae Engl. (1895)
famille Limnanthaceae R.Br. (1833)
famille Moringaceae Martinov (1820)
famille Pentadiplandraceae Hutch. & Dalziel (1928)
famille Resedaceae Bercht. & J.Presl (1820)
famille Salvadoraceae Lindl. (1836)
famille Setchellanthaceae Iltis (1999)
famille Tovariaceae Pax (1891)
famille Tropaeolaceae Bercht. & J.Presl (1820)
- ordre Malvales Dumort. (1829)
famille $Bixaceae Kunth (1822)
[+ famille Diegodendraceae Capuron (1964)]
[+ famille Cochlospermaceae Planch. (1847)]
famille Cistaceae Juss. (1789), nom.cons.
famille Dipterocarpaceae Blume (1825)
famille Malvaceae Juss. (1789)
famille Muntingiaceae C.Bayer, M.W.Chase & M.F.Fay (1998)
famille Neuradaceae Link (1831)
famille Sarcolaenaceae Caruel (1881)
famille Sphaerosepalaceae (Warb.) Tiegh. ex Bullock (1959)
famille $Thymelaeaceae Juss. (1789)
- ordre Sapindales Dumort. (1829)
famille Anacardiaceae R.Br. (1818)
famille Biebersteiniaceae Endl. (1841)
famille Burseraceae Kunth (1824)
famille Kirkiaceae (Engl.) Takht. (1967)
famille Meliaceae Juss. (1789)
famille $Nitrariaceae Bercht. & J.Presl (1820)
[+ famille Peganaceae (Engl.) Tieghm. ex Takht. (1987)]
[+ famille Tetradiclidaceae (Engl.) Takht. (1986)]
famille Rutaceae Juss. (1789)
famille Sapindaceae Juss. (1789)
famille Simaroubaceae DC. (1811)

#### Astéridées(anglais "asterids")
- ordre Cornales Dumort. (1829)
famille Cornaceae Dumort. (1829)
[+ famille Nyssaceae Juss. ex Dumort. (1829)]
famille Curtisiaceae (Engl.) Takht. (1987)
famille Grubbiaceae Endl. (1839)
famille Hydrangeaceae Dumort. (1829)
famille Hydrostachyaceae (Tul.) Engl. (1894)
famille Loasaceae Juss. (1804)
- ordre Ericales Dumort. (1829)
famille Actinidiaceae Gilg & Werderm. (1825)
famille Balsaminaceae Bercht. & J.Presl (1820)
famille Clethraceae Klotzsch (1851)
famille Cyrillaceae Endl. (1841)
famille Diapensiaceae Lindl. (1836)
famille $Ebenaceae Gürke (1891)
famille Ericaceae Juss. (1789)
famille Fouquieriaceae DC. (1828)
famille Lecythidaceae A.Rich. (1825)
famille Maesaceae (A.DC.) Anderb., B.Ståhl & Källersjö (2000)
famille Marcgraviaceae Juss. ex DC. (1816)
famille $Myrsinaceae R.Br. (1810)
famille Pentaphylacaceae Engl. (1897)
[+ famille Ternstroemiaceae Mirb.ex.DC. (1816)]
[+ famille Sladeniaceae Airy Shaw (1964)]
famille Polemoniaceae Juss. (1789)
famille $Primulaceae Batsch ex Borkh. (1797)
famille Roridulaceae Bercht. & J.Presl (1820)
famille Sapotaceae Juss. (1789), nom.cons.
famille Sarraceniaceae Dumort. (1829)
famille $Styracaceae DC. & Spreng. (1821)
famille Symplocaceae Desf. (1820)
famille $Tetrameristaceae Hutch. (1959)
[+ famille Pellicieraceae (Triana & Planch.) L.Beauvis. ex Bullock (1959)]
famille Theaceae Mirb. ex Ker Gawl. (1816)
famille $Theophrastaceae Link (1829)

##### Lamiidéesou Euastéridées I (anglais "euasterids I")
- famille Boraginaceae Juss. (1789)
famille §*Icacinaceae (Benth.)Miers (1851)
famille *Oncothecaceae Kobuski ex Airy Shaw (1964)
famille Vahliaceae Dandy (1959)
- ordre Garryales Lindl. (1846)
famille Eucommiaceae Engl. (1909)
famille $Garryaceae Lindl. (1834)
[+ famille Aucubaceae J.Agardh (1858)]
- ordre Gentianales Lindl. (1833)
famille Apocynaceae Juss. (1789)
famille Gelsemiaceae (G.Don) Struwe & V.Albert (1995)
famille Gentianaceae Juss. (1789)
famille Loganiaceae R.Br. (1814)
famille Rubiaceae Juss. (1789)
- ordre Lamiales Bromhead (1838)
famille $Acanthaceae Juss. (1789)
famille Bignoniaceae Juss. (1789)
famille Byblidaceae (Engl. & Gilg) Domin (1922)
famille Calceolariaceae (D.Don) Olmstead (2001)
famille *Carlemanniaceae Airy Shaw (1964)
famille Gesneriaceae Rich. & Juss. ex DC. (1816)
famille Lamiaceae Martinov (1820)
famille Lentibulariaceae Rich. (1808)
famille *Martyniaceae Horan. (1847)
famille Oleaceae Hoffmanns. & Link (1809)
famille Orobanchaceae Vent. (1799)
famille Paulowniaceae Nakai (1949)
famille Pedaliaceae R.Br. (1810)
famille $Phrymaceae Schauer (1847)
famille $Plantaginaceae Juss. (1789)
famille *Plocospermataceae Hutch. (1973)
famille Schlegeliaceae (A.H.Gentry) Reveal (1996)
famille $Scrophulariaceae Juss. (1789)
famille Stilbaceae Kunth (1831)
famille Tetrachondraceae Wettst. (1924)
famille Verbenaceae J.St.-Hil. (1805)
- ordre Solanales Dumort. (1829)
famille Convolvulaceae Juss. (1789)
famille Hydroleaceae Bercht. & J.Presl (1820)
famille $Montiniaceae Nakai (1943)
famille Solanaceae Juss. (1789)
famille Sphenocleaceae (Lindl.) Baskerville (1839)

##### Campanulidéesou Euastéridées II (anglais "euasterids II")
- famille Bruniaceae Bercht. & J.Presl (1820)
famille Columelliaceae D.Don (1828)
[+ famille Desfontainiaceae Endl. (1841)]
famille Eremosynaceae Dandy (1959)
famille Escalloniaceae R.Br. ex Dumort. (1829)
famille Paracryphiaceae Airy Shaw (1964)
famille Polyosmaceae Blume (1851)
famille Sphenostemonaceae P.Royen & Airy Shaw (1972)
famille Tribelaceae Airy Shaw (1964)
- ordre Apiales Nakai (1930)
famille Apiaceae Lindl. (1836)
famille Araliaceae Juss. (1789)
famille Aralidiaceae Philipson & B.C.Stone (1980)
famille Griseliniaceae J.R.Forst. & G.Forst. ex A.Cunn. (1839)
famille Mackinlayaceae Doweld (2001)
famille Melanophyllaceae Takht. ex Airy Shaw (1972)
famille Myodocarpaceae Doweld (2001)
famille Pennantiaceae J.Agardh (1858)
famille Pittosporaceae R.Br. (1814)
famille Torricelliaceae Hu (1934)
- ordre Aquifoliales Senft (1856)
famille Aquifoliaceae DC. ex A.Rich. (1828)
famille Aquifoliaceae DC. ex A.Rich. (1828)
*§Cardiopteridaceae Blume (1847)
famille Helwingiaceae Decne. (1836)
famille Phyllonomaceae Small (1905)
famille $Stemonuraceae (M.Roem.) Kårehed (2001)
- ordre Asterales Lindl. (1833)
famille Alseuosmiaceae Airy Shaw (1964)
famille Argophyllaceae (Engl.) Takht.1987
famille Asteraceae Martinov (1820)
famille Calyceraceae R.Br. ex Rich. (1820)
famille $Campanulaceae Juss. (1789)
[+ famille Lobeliaceae Juss. ex Bonpl. (1813)]
famille Goodeniaceae R.Br. (1810)
famille Menyanthaceae Bercht. & J.Presl (1820)
famille Pentaphragmataceae J.Agardh (1858)
famille Phellinaceae (Loes.) Takht. (1967)
famille $Rousseaceae DC. (1839)
famille Stylidiaceae R.Br. (1810)
[+ famille Donatiaceae B.Chandler (1911)]
- ordre Dipsacales Dumort. (1829)
famille *Adoxaceae E.Mey. (1839)
famille $Caprifoliaceae Juss. (1789)
[+ famille Diervillaceae (Raf.) Pyck (1998)]
[+ famille Dipsacaceae Juss. (1789)]
[+ famille Linnaeaceae (Raf.) Backlund (1998)]
[+ famille Morinaceae Raf. (1820)]
[+ famille Valerianaceae Batsch (1802)]

### Taxa de position incertaine (dicotylédones vraiespour la plupart)
Quand un genre est le genre type d'un nom de famille, ce nom de famille est donné ici.
- Aneulophus Benth.
- famille Apodanthaceae van Tieghem ex Takhtajan in Takhtajan (1997) [trois genres]
- Bdallophyton Eichl.
- famille Balanophoraceae Rich. (1822)
- Centroplacus Pierre
- Cynomorium L. [Cynomoriaceae Lindl. (1833)]
- Cytinus L. [Cytinaceae A.Rich. (1824)]
- Dipentodon Dunn [Dipentodontaceae Merr. (1941)]
- Gumillea Ruiz & Pav.
- Hoplestigma Pierre [Hoplestigmataceae Engl. & Gilg (1924)]
- Leptaulus Benth.
- Medusandra Brenan [Medusandraceae Brenan (1952)]
- Metteniusa H.Karst. [Metteniusaceae H.Karst. ex Schnizl. (1860-1870)]
- Mitrastema Makino [Mitrastemonaceae Makino (1911)]
- Pottingeria Prain [Pottingeriaceae (Engl.) Takht. (1987)]
- famille Rafflesiaceae Dumort. (1829) [trois genres]
- Soyauxia Oliv.
- Trichostephanus Gilg